# Millie et Melody Mouse
Millie et Melody Mouse sont des personnages de fiction de l'univers de Mickey Mouse. D'après Dave Smith, elles sont officiellement les deux nièces de Minnie Mouse apparues dans une bande dessinée en 1962.
Toutefois, la liste des nièces de Minnie n'est pas constante. À l'opposé Mickey a plutôt des neveux mais il est crédité d'une nièce nommée Maisy dans Gulliver Mickey (1934).
La seule apparition dans un film d'une "nièce" d'une souris est dans Le Noël de Mickey (1983) où des personnages de Disney interprètent les rôles du conte Un chant de Noël de Charles Dickens. Dans ce film Jojo et Michou interprètent les deux fils de Bob Cratchit (dont Tiny Tim) et la fille pourrait être Melodie, le seul nom récurrent d'une nièce pour Minnie.

## Nièces aux États-Unis
Aux États-Unis, la première nièce de Minnie est apparue le 26 février 1944 dans l'histoire Mickey's helpless baby-niece de le numéro 87 des Walt Disney's Comics and Stories. Son nom pourrait être Molly. Elle fait aussi partie d'un triplet de nièces apparu dans des livres de Mickey Mouse des années 1940, qui se baptisent elles-mêmes Dolly, Polly et Molly.
À partir des années 1960, Minnie possède plusieurs paires de nièces jumelles, créées par Paul Murry et nommées
- Eve et Line[4] dans l'histoire Le meilleur système ! (parue en août 1962 dans Mickey Mouse Album 01-518-210)[5]
- Pammy et Tammy dans l'histoire Mickey's Close Call (parue en juillet 1963 dans Mickey Mouse #88)
- Melody et Millie dans la republication de l'histoire The Late Show dans Walt Disney Comics Digest #35, juin 1972.

Elles pourraient être le même couple de jumelles mais cela impliquerait que l'auteur aurait oublié qu'il les avait déjà baptisées quelques mois plus tôt.
Le fait que Minnie possède des nièces jumelles est le seul fait apparemment stable aux États-Unis.

## Nièces européennes et internationales
La seule nièce dont le nom revient fréquemment dans les pays européens et au Brésil est Melodia/Melody. Elle a été créée en octobre 1964 par Jim Fletcher, des studios Disney, afin de "rendre la vie difficile" aux neveux de Mickey Jojo et Michou, son nom était alors traduit en français par Chipette.
Dans des histoires italiennes ou brésiliennes, Minnie possède une autre nièce nommée Zizi, mais il est possible que ce soit le surnom de la sœur jumelle de Melody ou de Melody elle-même.
Minnie possède aussi une autre paire de nièces jumelles mais plus âgées, des adolescentes nommées Lily et Tiny apparues dans des bandes dessinées italiennes. Leur première apparition s'effectue dans Minni e le cugine campagnole publié en 1994.